# 粟崎インターチェンジ
粟崎インターチェンジ（あわがさきインターチェンジ）は、石川県金沢市にあるのと里山海道のインターチェンジ (IC) である。
のと里山海道旧線の起点で、0キロポストが立てられている。インターチェンジの名を有するものの、実態としては金沢市道と平面交差する大浜北交差点である。隣接する海浜緑台交差点と一体となっており、信号機制御もほぼ同一となっている。

## 歴史
- 1974年（昭和49年）12月5日：能登有料道路の粟崎IC - 白尾IC開通に伴い、供用開始。
- 2013年（平成25年）3月31日：能登有料道路が正午に無料化されたのに伴い、のと里山海道のインターチェンジとなる。

## 道路
- のと里山海道

## 接続道路
- 石川県道60号金沢田鶴浜線

## 周辺
- ゴルフ倶楽部金沢リンクス
- コマツ金沢工場
- 粟崎やすらぎの林
- コンフォモール内灘
- 内灘海水浴場

## 隣
のと里山海道
粟崎IC（起点）- 海浜千鳥台交差点 - 海浜向陽台交差点 - 大根布JCT - 内灘IC